# Gabriel Macht
Gabriel Macht (New York, 22 januari 1972) is een Amerikaans acteur. 

## Biografie
Macht maakte in 1980 zijn filmdebuut als het kleine jongetje Jorge in Why Would I Lie?. Achttien jaar later vervolgde hij als volwassene zijn carrière op het witte doek met The Object of My Affection, waarna hij zijn curriculum vitae aanvulde met meer dan twintig andere filmrollen. 
Machts acteerloopbaan bestond tot 2011 voornamelijk uit het spelen in films. Vanaf 1997 werd hij actief in televisieseries. Zo was hij in 2000 te zien als dokter 'Mark Gabriel' in dertien afleveringen van The Others. Hij speelde eenmalige gastrolletjes in onder meer Spin City (1997), Sex and the City (1998) en de nooit op televisie uitgezonden pilotaflevering van Numb3rs (2005). Macht kreeg in 2011 een van de hoofdrollen in de televisieserie Suits. Hierin speelde hij vanaf dat moment negen seizoenen advocaat 'Harvey Specter'.
Macht trouwde in 2004 met de Australische actrice Jacinda Barrett, met wie hij in 2007 een dochter en in 2014 een zoon kreeg. Macht is de zoon van acteur Stephen Macht.

## Filmografie
*Exclusief televisiefilms
| - Breaking at the Edge (2013) - A Bag of Hammers (2011) - S.W.A.T.: Firefight (2011) - Love & Other Drugs (2010) - One Way to Valhalla (2009) - Whiteout (2009) - Middle Men (2009) - The Spirit (2008) - Because I Said So (2007) - The Good Shepherd (2006) - A Love Song for Bobby Long (2004) | - Grand Theft Parsons (2003) - The Recruit (2003) - Bad Company (2002) - Behind Enemy Lines (2001) - American Outlaws (2001) - 101 Ways (The things a girl will do to keep her Volvo) (2000) - The Bookie's Lament (2000) - Simply Irresistible (1999) - The Adventures of Sebastian Cole (1998) - The Object of My Affection (1998) - Why Would I Lie? (1980) |

## Televisieseries
*Exclusief eenmalige (gast)rollen
- Suits - Harvey Specter (2011-2019, 134 afleveringen)
- The Others - Mark Gabriel (2000, dertien afleveringen)

- Bibsys: 7073012
- Biblioteca Nacional de España: XX1649980
- Bibliothèque nationale de France: cb14511948h (data)
- Gemeinsame Normdatei: 101383108X
- International Standard Name Identifier: 0000 0001 2282 8704
- Library of Congress Control Number: no2003073685
- Nationale Bibliotheek van Tsjechië: xx0098516
- Nationale Bibliotheek van Israël: 987007459977305171
- Nationale Bibliotheek van Polen: a0000002093571
- Nederlandse Thesaurus van Auteursnamen: 321171187
- Système universitaire de documentation: 142757616
- Virtual International Authority File: 90622645
- WorldCat: E39PBJm9bRwfcQ7gGY3btj3YT3